# علی‌اکبر ناصری

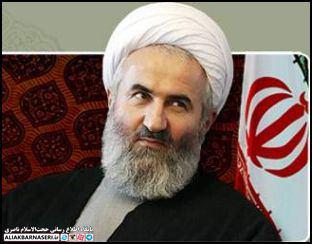
تصویر علی اکبر ناصری نماینده ادوار مجلس شورای اسلامی

علی‌اکبر ناصری (متولد سال ۱۳۳۵ در شهرستان بابل) سیاستمدار و روحانی ایرانی است. پس از تحصیلات مقدماتی جهت ادامه تحصیل رهسپار حوزه علمیه قم شدند و با طی سطوح عالیه فقه و اصول و تفسیر و فلسفه به مدت شش سال (معادل دکتری) در دروس خارج فقه و اصول نزد «فاضل لنکرانی»، «مکارم شیرازی»، «جعفر سبحانی» و «وحید خراسانی» شرکت نمود و بعد از آن به شهرستان بابل بازگشت.

## دوران انقلاب اسلامی
وی در بدو ورود به حوزه با تقلید و تبعیت از سید روح‌الله خمینی مبارزات سیاسی خود را علیه نظام پهلوی آغاز و در سال ۱۳۵۴ نقش فعالی در مبارزات فیضیه داشتند و در ادامه مبارزه توسط ساواک دستگیر و روانه زندان اوین شدند. در قیام ۱۹ دی ۱۳۵۶ حضور داشته از نزدیک شاهد کشته شدن برادر هم‌رزم خود علی اصغر ناصری (اولین شهید مازندران در قیام قم) بود. وی در پیروزی انقلاب ازاعضاء فعال در مقر روح‌الله خمینی در (مدرسه علوی تهران) بودند.

## حضور در دفاع مقدس
وی در دفاع مقدس علاوه بر حضور مکرر در میادین رزم و خطوط مقدم، با سخنرانی‌های خود در صحنه‌های نبرد و مجالس شهدا، مشوق و پشتیبان رزمندگان و خانواده‌های شهدا و سایر اقشار جامعه بودند.

## فعالیتهای فرهنگی و اجتماعی
ناصری سالیانی عهده‌دار امر مقدس تدریس در حوزه و دانشگاه بوده‌است.
وی امامت موقت نماز جمعه بابل در غیاب هادی روحانی را عهده‌دار و امام جمعه شهرستان محمودآباد و نیز امامت موقت جمعه مرکز اسلامی هامبورگ آلمان بوده و به عنوان خطیب توانمند در مجامع فرهنگی، سیاسی و علمی، حافظ مقالاتی در مجامع داخلی و خارجی ارائه نموده‌است.

## فعالیتهای تبلیغاتی و تحقیق خارج از کشور
ناصری قبل از نمایندگی در مجلس از طرف معاونت امور بین‌الملل دفتر سید علی خامنه‌ای و سازمان فرهنگ و ارتباطات اسلامی با انجام ماموریتهای برون مرزی به آسیا، اروپا، آفریقا و امریکای لاتین در راستای اشاعه فرهنگ اسلامی و تبیین آرمان‌های انقلاب و پژوهش در مکاتب و مذاهب و فرهنگ‌ها و رایزنی جهت سرمایه‌گذاری تولیدی و صنعت گردشگری در خطه مازندران نقش مؤثری داشتند.

## سوابق
1. عضو کمیته استقبال و فعالیت در مدرسه علوی تهران
2. مسئول جهاد سازندگی شهرستان بابل
3. مسئول دفتر روحانی نماینده فقید سید روح‌الله خمینی، سیدعلی خامنه ای در مازندران
4. دبیر سمینار هماهنگی و رشد و توسعه شهرستان بابل
5. مدرس دانشگاه و مدیر و مدرس حوزه علمیه خاتم الاانبیاء
6. امام جمعه موقت بابل در زمان روحانی
7. امام جمعه شهرستان محمودآباد
8. نماینده مردم بابل در دوره هفتم مجلس شورای اسلامی
9. مشاور رئیس مجلس شورای اسلامی در مجلس هشتم
10. سفیر فوق‌العاده و نماینده تام‌الاختیار جمهوری اسلامی ایران در واتیکان (مرکزیت جهانی مسیحیت کاتولیک)
11. نماینده مردم بابل در دوره نهم مجلس شورای اسلامی
12. رئیس مجمع نمایندگان شمالی کشور (مازندران، گیلان، گلستان، سمنان، دماوند و فیروزکوه) در دوره نهم مجلس شورای اسلامی
13. عضو شورای راهبرد تنقیح قوانین مجلس شورای اسلامی